# Netjerkare
Netjerkare is een koning van Egypte, in de 7e dynastie van de Egyptische oudheid. Zijn naam betekent "De Ka van Re is goddelijk".

## Biografie
Over de koning is erg weinig bekend; er zijn geen artefacten van hem gevonden en men twijfelt zelfs aan zijn bestaan. Zijn naam wordt vermeld op de Koningslijst van Abydos waar hij de opvolger is van Merenre II, Nitokris wordt daar genegeerd.
Volgens een theorie zou Nitokris niet bestaan hebben maar haar naam slechts een verbastering zijn van Netjerkare. 
Van de farao is geen piramide bekend.